# Ольхівський Борис
Ольхівський Борис (1908–1944) — український есеїст, журналіст.

## З біографії
Народився 1908 р. на Поліссі. З 1931 р. мешкав у Варшаві, належав до літературної групи творчої української молоді «Танк», яка виникла у Варшаві і гуртувалася в 1930-ті роки довкола часопису «Ми», де був співредактором. Працював редактором «Трибуни молодих» при паризькому журналі «Тризуб», співредактором журналів «Назустріч», «Наші дні». Друкував свої розвідки, присвячені духовній культурі українців та розвитку мистецтва у відділі «Історія, література і мистецтво» бюлетеня «Biuletyn Polsko-Ukraiński». На шпальтах бюлетеня виступив із історичними розвідками «Katedra św. Zofji w Kijowie», «Biskup Józef Wereszczyński» (1935), «Lenin o Ukrainie» (1936) та ін. і літературно-критичною працею «Do interpretacji poematu Szewczenki „Slipyj“» (1936). Також друкувався у рубриці «Рецензії і полеміки».
Юрій Шевельов у своїй автобіографічній книзі «Я-мене-мені, Спогади І, В Україні» так описує своє знайомство з Борисом Ольхівським під час їх спільного перебування в окупованому німцями Львові у 1943 році[джерело?]:
|  | «З суто «ідеологічних» доповідей пригадую дві – 24 березня 1943 року Борис Ольхівський говорив про «критерій приналежності до українського народу», а 27 листопада Юрій Косач – про те, що він називав «проблемами українського історичного роману». Від них мої враження були найсильніші і мені не перешкоджало, що і тенденції виступів, і самі постаті промовців були разючо відмінні. Ольхівський, астенічний, вихудлий і аскетичний, горів своїми ідеями і пожертвував для них своє життя. Коли пізніше, 29 квітня, проголошено формування української дивізії, він зголосився добровільно до неї. Найменше в світі можна було уявити його солдатом, радше запальним ченцем у монастирі, і в нормальних обставинах жадне військо й не прийняло б цього безнадійного інтелігента до своїх лав. Але тоді німці брали вже кожного, хоч би і півкаліку. Ольховський уважав за свій обов’язок не тільки говорити за України, але й діяти за неї, розбіжність слів і вчинків була для нього неприйнятна. Не знаю, чи він усвідомлював трагікомізм своїх рішень і неминучість своєї загибелі. Не знаю, як він проходив військовий вишкіл, до якого був рішуче непридатний. Скільки мені відомо, він загинув у безнадійному бою під Бродами. Тверезі кажуть – він мусів розуміти, на що йшов. Але, інакшими очима поглянувши, чи історію роблять тверезі? Сила і тверезість Ольховського були в його нетверезості. Але це була особлива нетверезість – твереза, бо він був мислитель, інтелектуал, аналітик, і його божевільне рішення було актом було актом тверезого розуму й цілеспрямованої чесности. Його жертва була даремна, сьогодні вона забута як забуті його писання і його життя. Не знати, чи коли-небудь його впишуть у святці української культури і державности. Але святі такі ж безобличні, як трупи на брідському побоєвищі. А Ольхівський був саме особою. Я не був з ним знайомий ближче, поза кількома випадковими зустрічами й мимобіжними розмовами. Але завжди бачу його вузьке перепале обличчя, спалене внутрішнім горінням» |

.

## Творчість
Автор книги «Вільний нарід» (1937), рецензій, статей.